# 540 v. Chr.
Portal Geschichte | Portal Biografien | Aktuelle Ereignisse | Jahreskalender | Tagesartikel

◄ |
7. Jahrhundert v. Chr. |
6. Jahrhundert v. Chr. |
5. Jahrhundert v. Chr. |
►

◄ | 560er v. Chr. | 550er v. Chr. | 540er v. Chr. | 530er v. Chr. |
520er v. Chr. |
►

◄◄ | ◄ | 543 v. Chr. | 542 v. Chr. | 541 v. Chr. | 540 v. Chr. |
539 v. Chr. |
538 v. Chr. |
537 v. Chr. |
► |
►►

## Ereignisse

### Politik und Weltgeschehen

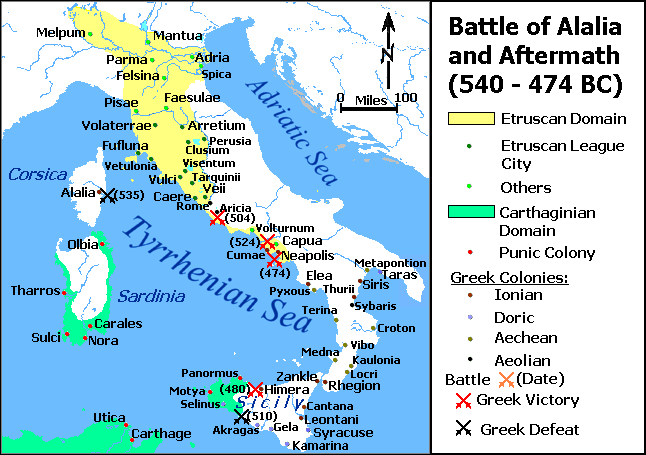
Die Schlacht von Alalia und ihre Folgen

- um 540/535 v. Chr.: Etrusker und Karthager besiegen Griechen in einer Seeschlacht bei Alalia an der Ostküste Korsikas. Die griechischen Siedler müssen ihre Kolonie aufgeben. Sie siedeln sich in Elea an.
- um 540 v. Chr.: die Heuneburg mit der Lehmziegelmauer wird zerstört. Belegt durch die Dendrochronologie.[1]

### Wissenschaft und Technik
- In seinem 15. Regierungsjahr (541 bis 540 v. Chr.) lässt der babylonische König Nabonid den Schaltmonat Addaru II ausrufen, der am 8. März[2] beginnt.
- Im babylonischen Kalender fällt das babylonische Neujahr des 1. Nisannu auf den 7.–8. April[2], der Vollmond im Nisannu auf den 20.–21. April[2] und der 1. Tašritu auf den 30. September–1. Oktober[2].[3]

### Kultur
- um 545/540 v. Chr.: Der attische Töpfer und Vasenmaler Exekias schafft eine Halsamphora.
- ab etwa 540 v. Chr. ist der Töpfer Andokides in Athen schöpferisch tätig.

### Sport
- Milon von Kroton feiert als Jugendlicher seinen ersten Olympiasieg im Ringen der Jungen.

## Geboren
- um 540 v. Chr.: Amyntas I., König von Makedonien († 495 v. Chr.)
- um 540 v. Chr.: Epicharmos, griechischer vorsokratischer Philosoph († um 460 v. Chr.)
- um 540 v. Chr.: Gelon, Tyrann von Gela und Syrakus aus der Familie der Deinomeniden († 478 v. Chr.)